# 圣毛罗-拉布鲁卡
圣毛罗-拉布鲁卡（義大利語：San Mauro la Bruca），是意大利萨莱诺省的一个市镇。总面积18平方公里，人口685人，人口密度38.1人/平方公里（2009年）。ISTAT代码为065124。